# Дричинский сельсовет (Могилёвская область)
Дри́чинский сельсовет — административная единица на территории Осиповичского района Могилёвской области Белоруссии.

## Географическое положение
Дричинский сельсовет расположен на юго-западе Осиповичского района. Граничит с Дарагановским сельсоветом Осиповичского, Сутинским — Пуховичского и Дражненским — Стародорожского районов Минской области.
С 1957 года административным центром сельсовета является деревня Дричин, которая находится в 29 км от Осипович, в 12 км от ближайшей железнодорожной станции Фаличи Стародорожского района Минской области и расположена на автодороге Осиповичи — Барановичи.

## История
Деревня Дричин образовалась в начале XX столетия.

## Состав
Дричинский сельсовет включает 10 населённых пунктов:
- Великий Бор — агрогородок.
- Дворище — деревня.
- Дричин — агрогородок.
- Житин — деревня.
- Занетечье — деревня.
- Концы — деревня.
- Кремок — деревня.
- Моисеевичи — деревня.
- Островки — деревня.
- Песчанка — деревня.

## Промышленность и сельское хозяйство
На территории сельсовета расположены:
- СПК «Колхоз „Имени Черняховского“»
- Лесничество
- ОАО «ЗАПАДНЫЙ-АГРО»
- ООО «Сельхозинвест»

## Социальная сфера
На территории сельсовета работают: Комплекс средняя школа-детский сад, СДК и сельский клуб, врачебная амбулатория и ФАП, четыре магазина, две АТС, действует Православная Свято-Михайловская церковь.

## Население
По состоянию на 2011 год проживает 959 человек, из них трудоспособного населения — 473, пенсионеров-361, детей — 125.